# 澳大利亞伯斯聖殿
澳大利亞伯斯聖殿（Perth Australia Temple）是耶穌基督後期聖徒教會的第106座聖殿，位於西澳大利亞州約基尼Wordsworth大道163–173。澳大利亞伯斯聖殿服務這一地區的約12,000人耶穌基督後期聖徒教會信徒。在這座聖殿建成之前距離這一地區最近的聖殿是澳大利亞雪梨聖殿。在2001年4月28日至5月12日的公開期間，有約37,000人參觀了伯斯聖殿。聖殿面積10,700平方英尺（990平方）。

## 外部連結
- Official Perth Australia Temple page （页面存档备份，存于）
- Perth Australia Temple page